# Tembembe Ensamble Continuo
Tembembe Ensamble Continuo es un grupo de música de cámara que se dedica a la investigación y difusión de música barroca de origen hispanoamericano, especialmente de México y América Latina, el cual fue fundado en 1995.

## Nombre
Tembembe Ensamble continuo recibe su nombre de un río que atraviesa el Estado de Morelos en el centro de México.

## Historia
Tembembe nació en 1995, primero como un grupo para la investigación musicológica y etnomusicológica para rastrear los antecedentes que vinculan a la música de son que es tradicional de México con diferentes vertientes musicales latinoamericanas y africanas. Este proyecto fue patrocinado por la Universidad Autónoma de México.

### Conciertos

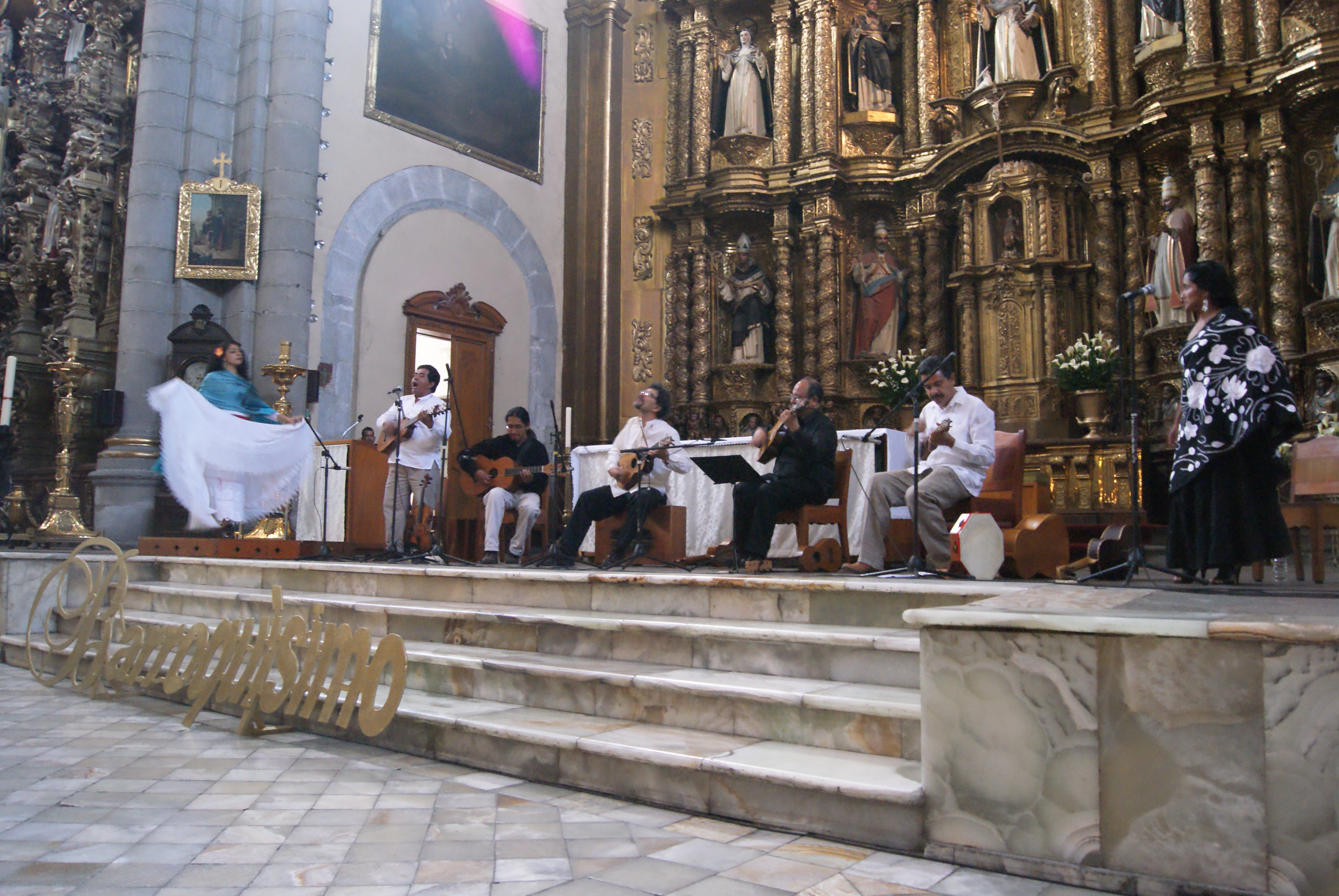
Tembembe Ensamble Continuo en concierto en el Templo de Santo Domingo, Puebla

En México se ha presentado en el Templo de la Valenciana en Guanajuato, en la Sala Carlos Chávez de la UNAM, en la Sala Xochipilli de la Facultad de Música de la UNAM y en la Sala Silvestre Revueltas del Centro Cultural Ollín Yoliztli. Asimismo, en el Palacio de Bellas Artes. el Centro Cultural de Tijuana, el Teatro de la Ciudad de México,  en el Templo de Santo Domingo, Puebla durante el Festival Barroquísimo, entre otras más.
En el año 2008 se presentaron junto a Jordi Savall y la Capella Reial de Catalunya y Hespérion XXI, con quienes interpretaron una mezcla de música barroca española y música tradicional mexicana con un programa titulado Encuentro de Músicas de Fuego & Ayre. El concierto tuvo como objetivo mostrar la relación existente entre piezas musicales que proceden de distintas latitudes, o como lo señaló Jordi Savall: “se trata de demostrar que estas músicas, aunque provienen de distintas fuentes poseen el mismo espíritu”.
También se ha presentado en diferentes partes del mundo como en el Bossart en Bruselas, Bélgica, La Cité de la Musique en París, el Auditorio Nacional de Madrid, la Ópera de Lyon, la Haus der Musik en Viena, así como en foros de China, Colombia, Perú, Francia, Alemania, Malasia, España, Corea del Sur, y otros países más.
En marzo de 2018 se presentaron, junto a La Capella Reial de Catalunya, Hespèrion XXI y Jordi Savall, en el Fórum Evolución, con el programa titulado 'La ruta de la esclavitud'.

## Integrantes
Parte de sus integrantes, Enrique Barona, Eloy Cruz y Leopoldo Novoa son egresados de institutos musicales de Colombia, Estados Unidos, Francia y México, y son profesores en escuelas de música ubicadas en la Ciudad de México y Cuernavaca.
Como instrumentistas e intérpretes, ejecutan diversos instrumentos, casi todos de índole barroca o del folclor latinoamericano:
- Lee Santana, interpreta la cítara, jarana barroca, tiorba, leona
- Félix José "Liche" Oseguera, interpreta la guitarra de son de cinco cuerdas
- Patricio Hidalgo, interpreta el arpa jarocha, la jarana chuchumbina, las coplas
- Adelaida Isabel Coronel, canto y vihuela.
- Erika Tamayo, zapateado
- Leopoldo Novoa, interpreta la guitarra de son tercera y el marimbol
- Enrique Barona, las jaranas, huapanguera, guitarra de son, leona, arpa de sonajitas, coplas
- Eloy Cruz, la guitarra barroca, jarana barroca, tiorba

## Discografía
Ha grabado discos con los sellos Urtext Digital Classics (México) y Sony BMG Deutsche Harmonia Mundi (Alemania). Alia Vox (Cataluña) y ha sido acreedor a una beca del Programa de Fomento a Proyectos y Coinversiones Culturales (FONCA, con el proyecto: CD Laberinto en la guitarra), además de una beca del Programa México en Escena (FONCA, con el proyecto: Son barroco).
A través de Urtext Digital de México, Sony BMG Deutsche Harmonia Mundi de Alemania y Alia Vox de Francia, han realizado tres discos:
Laberinto en la Guitarra. El espíritu barroco del son jarocho.
| N.º | Título                                                                               | Duración |  |
| 1.  | «Canarios/El Canario D.P. / Gaspar Sanz»                                             | 3:44     |  |
| 2.  | «El Guapo/Villanos D.P. / Gaspar Sanz»                                               | 5:44     |  |
| 3.  | «Cumbees / Santiago de Murcia»                                                       | 4:08     |  |
| 4.  | «Folías / Anónimo»                                                                   | 3:23     |  |
| 5.  | «Zarambeques o Muecas / El Aguanieve con fuga de Buscapiés D.P / Santiago de Murcia» | 6:29     |  |
| 6.  | «Chiqueador de la Puebla / Anónimo»                                                  | 1:48     |  |
| 7.  | «Puerto Rico de la Puebla / Anónimo»                                                 | 1:55     |  |
| 8.  | «Los Ympossibles / La Lloroncita D.P / Santiago de Murcia»                           | 7:26     |  |
| 9.  | «Jácaras por 5 que es E / Antonio de Santa Cruz»                                     | 3:32     |  |
| 10. | «Fandango/El Fandanguito D.P / Santiago de Murcia»                                   | 6:11     |  |
| 11. | «Folías Gallegas / Santiago de Murcia»                                               | 3:02     |  |
| 12. | «El Coquí / Anónimo»                                                                 | 4:23     |  |
| 13. | «Kapsberger / J.G. Kapsberger»                                                       | 3:23     |  |
| 14. | «Canario / J.G. Kapsberger»                                                          | 2:15     |  |
| 15. | «Bran A la crán / J.G. Kapsberger»                                                   | 2:51     |  |
| 16. | «La Jotta/María Chuchena D.P / Santiago de Murcia»                                   | 9:06     |  |

Diferencias e Invenciones - Nuestro Son Barroco.
| N.º | Título                                  | Duración |  |
| 1.  | «Canarios- El Canario»                  |          |  |
| 2.  | «Ciaccona-La monja»                     |          |  |
| 3.  | «Otros Canarios por la A-El Borreguito» |          |  |
| 4.  | «Sferraina-Son del Sueño»               |          |  |
| 5.  | «Los chiles Verdes»                     |          |  |
| 6.  | «Vna Giga de Coreli-El arrancazacate»   |          |  |
| 7.  | «Folías-La guaneña»                     |          |  |
| 8.  | «Jácaras por 5 que es E-La Petenera»    |          |  |
| 9.  | «Cumbees-El Cieiito Lindo»              |          |  |
| 10. | «Jácaras por la E-El Pajarillo»         |          |  |

El Nuevo Mundo - Folías Criollas, con Jordi Savall, Hespérion XXI y la Capella Reial de Catalunya.
| N.º | Título                                                                                             | Duración |  |
| 1.  | «Folías criollas: Gallarda; Jarabe loco (Antonio Valente –improv.- Son jarocho).»                  | 3:53     |  |
| 2.  | «Cachua a duo y a Cuatro: Niño il mijor (Código “Trujillo del Perú” siglo XVIII).»                 | 3:31     |  |
| 4.  | «El Pajarillo (Tradicional Llanero).»                                                              | 4:28     |  |
| 5.  | «Cumbes (Santiago de Murcia).»                                                                     | 1:26     |  |
| 6.  | «El Cielito Lindo (Tradicional Huasteca).»                                                         | 3:53     |  |
| 7.  | «Tono Humano: Trompicávalas amor (Juan Hidalgo).»                                                  | 2:58     |  |
| 8.  | «Balajú Jarocho (Anónimo – Letra: E. Barona).»                                                     | 3:11     |  |
| 9.  | «Seguidillas En Eco: De Tu Vista Celoso (Anónimo Cancionero de Sablonara).»                        | 3:40     |  |
| 10. | «Fandango / El Fandanguito (Santiago de Murcia / Tradicional Jarocho).»                            | 6:25     |  |
| 11. | «Guineo a 5: Eso Rigor e Repente (Gaspar Fernandes, Archivo Catedral de Oaxaca).»                  | 3:21     |  |
| 12. | «Canarios (Improvisación).»                                                                        | 4:20     |  |
| 13. | «Guabina de Vélez (Tradicional de Colombia).»                                                      | 1:36     |  |
| 14. | «Niña como en tus mudanzas (José Marín).»                                                          | 5:30     |  |
| 15. | «Jota / María Chuchena (Santiago de Murcia – Tradicional Jarocho).»                                | 4:47     |  |
| 16. | «Xicochi Conetzintle / Xochipitzahuatl (Gaspar Fernandes – Anónimo Náhuatl).»                      | 3:26     |  |
| 17. | «Danza de Moctezuma (Improvisación; arpa; maracas).»                                               | 3:59     |  |
| 18. | «Cachua a voz y bajo: Dennos lecencia señores (Código “Trujillo del Perú” siglo XVIII).»           | 3:29     |  |
| 19. | «Los Chiles Verdes (Tradicional Jarocho – Letra: P. Hidalgo).»                                     | 6:35     |  |
| 20. | «Guaracha: Ay que me abraso / El Arrancazacate (Juan García de Zéspedes – Tradicional de Tixtla).» | 3:30     |  |